# PGC 213950
LEDA/PGC 213950 ist eine Galaxie im Sternbild Jungfrau auf der Ekliptik, die schätzungsweise 365 Millionen Lichtjahre von der Milchstraße entfernt ist. Gemeinsam mit IC 3046 bildet sie ein interagierendes Galaxienpaar. 

Im selben Himmelsareal befinden sich u. a. die Galaxien NGC 4193, IC 3041, IC 3047, IC 3052.